# Can Torrà
Can Torrà és una casa del municipi de Cabanelles (Alt Empordà) inclosa en l'Inventari del Patrimoni Arquitectònic de Catalunya. Situada a l'inici del nucli urbà de la petita població de Cabanelles, al carrer de l'Arc.

## Descripció
És un edifici de grans dimensions, amb jardí lateral i format per diversos cossos adossats que li confereixen una planta més o menys rectangular. La construcció principal està formada per tres grans cossos adossats, amb les cobertes de teula de dues vessants i distribuïda en planta baixa, dos pisos i golfes. La façana principal, orientada a migdia, presenta totes les obertures rectangulars, amb els brancals fets amb carreus de pedra i les llindes planes monolítiques en el cas de la planta baixa i primer pis. El portal d'accés principal està situat a l'extrem de ponent de la façana i presenta la llinda gravada amb la data 1776. En canvi, a l'extrem de llevant del parament hi ha un arc de mig punt bastit en pedra. Al primer pis hi ha dos balcons exempts amb les baranes de ferro treballat i, al mig, una finestra. El finestral del balcó oriental, de mides més grans que l'anterior, presenta la data 1753 gravada a la llinda. Les finestres de la segona planta tenen els emmarcaments arrebossats i a les golfes hi ha una galeria oberta de quatre badius de mig punt. A la banda oest de la construcció hi ha un cos d'un sol nivell amb la coberta plana, que presenta una gran arcada tapiada a la façana principal. De la façana de llevant del conjunt destaquen les tres finestres de la primera planta, emmarcades en pedra i amb els ampits motllurats. La central presenta la data 1749 gravada a la llinda. La construcció, bastida en pedra de diverses mides i disposada irregularment, està arrebossada.

## Història
Can Torrà és una edificació que data del segle xviii amb reformes i ampliacions posteriors, tal como ho testimonien les diferents dates incises que es poden apreciar a les obertures: 1749, 1757 i 1776.
A Can Torrà hi han viscut els decendents de la Baronia de Torrà, títol nobiliari sense possessions territorials atorgat el Segle XVII.